# Reformierte Kirche Trimmis

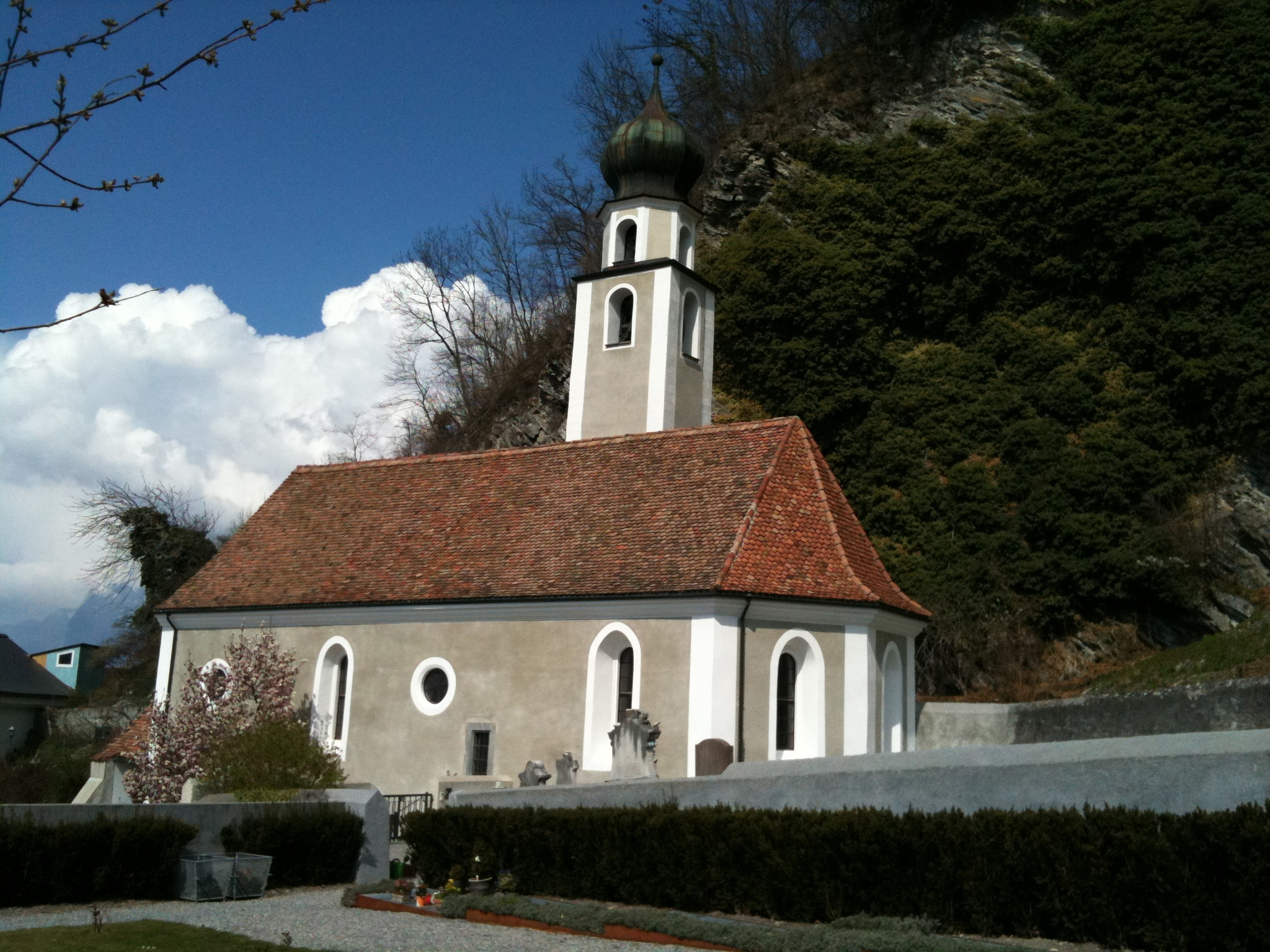
Reformierte Kirche Trimmis

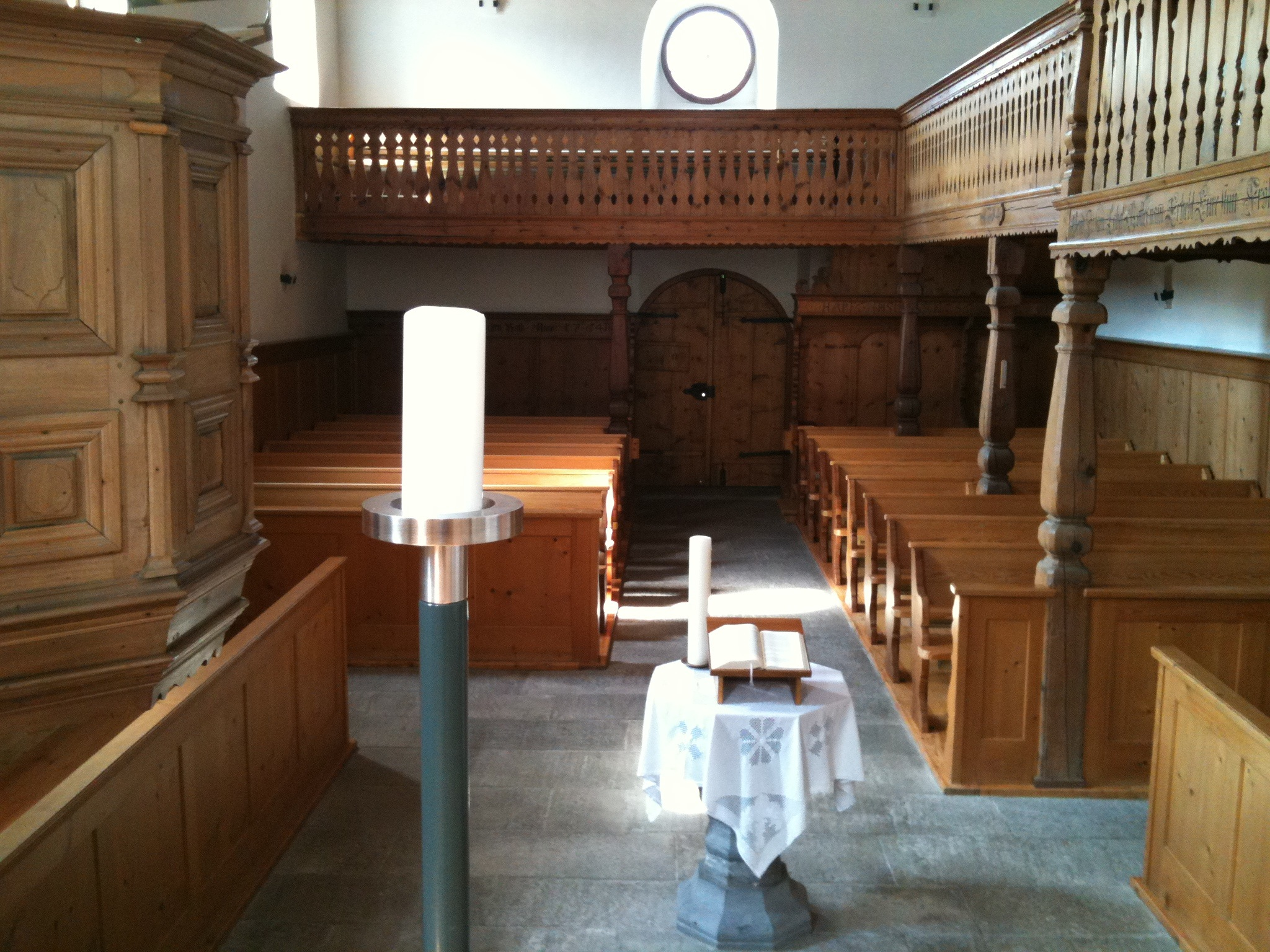
Blick aus dem Chor in das Schiff

Die reformierte Kirche in Trimmis im Churer Rheintal ist ein evangelisch-reformiertes Gotteshaus unter dem Denkmalschutz des Kantons Graubünden. Im seit den Bündner Wirren streng auf konfessionelle Parität bedachten Trimmis, das seit 1614 reformierte Einwohner kennt, sind die reformierte und die katholische Kirche äusserlich von der Form über die Grösse bis zur Zwiebelhaube des Kirchturms hin von auffallender Ähnlichkeit.

## Geschichte und Ausstattung
Die Quellenlage für die ursprüngliche Kirche unter dem Patrozinium des heiligen Leonhard ist nicht sicher, legt aber einen Kirchenbau bereits im 13. Jahrhundert nahe. Dieser fiel einem grossen Dorfbrand 1764 zum Opfer. Die Kirche wurde vollständig neu aufgebaut. Sie ist direkt unter eine Felswand gebaut. Daraus ergaben sich keine Erweiterungsmöglichkeiten, so dass inwendig eine Empore errichtet werden musste, die etwa ein Drittel des Kirchenschiffs ausfüllt. Auf dieser ist auch die grosse Orgel untergebracht, die im dreiseitig geschlossenen Chor keinen Platz fand. Vor dem vierstufigen Aufgang zum Chor in der Mitte der Kirche steht ein Taufstein, auf dem nach reformiertem Brauch auch das Abendmahl gefeiert wird.

## Kirchliche Organisation
Die Evangelisch-reformierte Landeskirche Graubünden führt Trimmis-Says als eigenständige Kirchgemeinde, die in den letzten Jahrzehnten durch Zuzüge stark gewachsen ist.
Derzeitige (Stand: 2023) Pfarrpersonen sind Josias Burger und Evelyn Cremer.